# Hazem Shehata
Hazem Ahmed Shehata (arabisch حازم أحمد شحاتة, DMG Ḥāzim Aḥmad Šiḥāta; * 2. Februar 1998) ist ein katarisch-ägyptischer Fußballspieler.

## Karriere

### Verein
Aus der Reserve-Mannschaft von al-Duhail, stieg er zur Saison 2016/17 in deren erste Mannschaft auf. Zur Saison 2019/20 wurde er für die erste Saisonhälfte dann an den Umm Salal SC verliehen. Für die komplette Spielzeit 2020/21 folgte dann noch eine Leihe zu al-Ahli. Nach dieser Saison endete sein Vertrag bei al-Duhail dann auch schließlich und seit der Spielrunde 2021/22 steht er somit nun bei al-Wakrah unter Vertrag.

### Nationalmannschaft
Sein Debüt in der katarischen A-Nationalmannschaft hatte er bereits am 14. Dezember 2018, bei einer 1:2-Freundschaftsspielniederlage gegen Liechtenstein, wo er in der 69. Minute für Almoez Abdulla eingewechselt wurde.
Weitere Einsätze folgten dann aber erst ab 2023 wieder, wo er bei der 1:2-Halbfinalniederlage des Golfpokals 2023 gegen den Irak erstmals wieder Spielzeit erhielt. Nach zwei weiteren Freundschaftsspieleinsätzen war er auch Teil der Mannschaft beim Gold Cup 2023, wo er mit seiner Mannschaft bis ins Viertelfinale kam und in allen Partien eingesetzt wurde.